# Marco Fabio Ambusto (magister equitum)
Marco Fabio Ambusto (en latín, Marcus Fabius M. f. N. n. Ambustus), hijo aparentemente del consular Marco Fabio Ambusto y hermano del famoso Quinto Fabio Máximo Ruliano, fue magister equitum en el año 322 a. C.